# Odalric (Barcelona)
Odalric, auch Odalrich, Odalrih, Odelric oder Udalrich, (* ?; † 859) war von 852 bis 858 Graf von Barcelona, Girona, Rosselló und Empúries sowie Markgraf von Gothien.

## Herkunft
Allgemein wird angenommen, dass Odalric ein fränkischer Adliger war. Er entstammte den Udalrichingern, den Grafen des Argengaus und des Linzgaus am Bodensee (vermutlich Udalrich II.). Er hatte jedoch durch seine Mutter Engeltrud auch Verbindungen in die Spanische Mark. Sie war eine Tochter Begos I., der 801 mit Berà an der Eroberung von Barcelona teilgenommen und 806 dafür die Grafschaft Toulouse erhalten hatte. In einer zweiten Ehe heiratete Engeltrude später Unruoch II., Graf zu Ternois. Aus dieser Ehe ging Berengar von Toulouse hervor, ein Vorgänger Odalrics als Graf von Barcelona und Adalhard, Abt von Saint-Bertin. Der westfränkische König Karl der Kahle sicherte sich daher mit der Wahl Odalrics die Loyalität und die Verbundenheit zu den zu beherrschenden Gebieten.

## Politik
853 unternahm der ostfränkische König Ludwig der Deutsche mittels seines Sohnes Ludwig der Jüngere einen Versuch, die Macht über Aquitanien zu erringen. Die diplomatisch komplizierten Friedensverhandlungen scheiterten und im August 854 zog Odalric mit Karl dem Kahlen in den Kampf nach Aquitanien.
Etwa zur selben Zeit gelang Pippin II., dem früheren König von Aquitanien, die Flucht aus der Klosterhaft in Saint-Médard in Soissons. Der Adel in Aquitanien wandte sich daraufhin von Ludwig dem Jüngeren ab und stellten sich auf die Seite des rebellierenden Fürsten. Ludwig floh in das Ostfrankenreich. Pippin blieb Herr in Aquitanien, aber es gelang ihm nicht seine Herrschaft zusichern. Der Adel unterstellte sich Karl unter der Bedingung, dass Aquitanien als Königreich anerkannt und ein Sohn Karls zum König ernannt werde. Im Oktober 855 wurde daraufhin der achtjährige Sohn Karl („das Kind“) in Limoges zum (Unter-)König Aquitaniens gekrönt. Es wird angenommen, dass Odalric zum guten Ausgang dieser Verhandlungen beigetragen hatte.
856 befahl Muhammad I., der neue Emir von Córdoba einen Feldzug gegen Barcelona und es wurden mehrere Burgen der Grafschaft Barcelona zerstört und das Land geplündert. Odalric wurde Versagen vorgeworfen.
Bevor er im Jahr 864 endgültig in Klosterhaft in Senlis genommen wurde, wo er auch starb, gelang es Pippin II. noch zweimal, in Aquitanien als Fürst anerkannt zu werden. Auch dauerten die konspirativen Versuche Ludwig des Deutschen an, das Land zu beherrschen. Schließlich ersuchten Pippin II. und die Adligen 857 sogar die Nordgermanischen Normannen um Hilfe. Kurz darauf erkannten auch der einflussreiche Graf der Auvergne, Bernard Plantevelue und Abt Adalhard von Saint-Bertin, der Stiefbruder Odalrics, Pippin II. an. 
Es ist nicht gesichert, ob Odalric auf Seiten der Aufständischen stand, aber die Tatsache, dass sein Stiefbruder Mitinitiator des Aufstands war, lässt es möglich erscheinen. So wurde er um die Jahreswende 857/858 als Graf der katalanischen Grafschaften abgesetzt. Am 21. März 858 gelobte er Karl dem Kahlen zwar erneut die Treue, aber er erhielt nur noch die Grafschaften Argengau und Linzgau.
| Vorgänger           | Amt                                               | Nachfolger           |
| ------------------- | ------------------------------------------------- | -------------------- |
| Aleran und Isembart | Graf von Barcelona, Rosselló und Empúries 852–858 | Humfried von Gothien |
| Guifré I.           | Graf von Girona 852–858                           | Humfried von Gothien |

| Personendaten    | Personendaten                                                                          |
| ---------------- | -------------------------------------------------------------------------------------- |
| NAME             | Odalric                                                                                |
| ALTERNATIVNAMEN  | Odalrich; Odalrih; Odelric; Udalrich                                                   |
| KURZBESCHREIBUNG | Graf von Barcelona, Girona, Rosselló und Empúries sowie Markgraf von Gothien (852–858) |
| GEBURTSDATUM     | 9. Jahrhundert                                                                         |
| STERBEDATUM      | 859                                                                                    |